# Ester B. Valdes
Ester B. Valdes, pseudonimo di Ester Borgogno (Pegli, 4 dicembre 1908 – Stazzano, 5 novembre 1993), è stata una cantautrice, paroliera e compositrice italiana.
Ѐ stata la prima cantautrice nella storia della musica leggera italiana; inoltre è stata la prima donna a partecipare come compositrice al Festival di Sanremo e la prima paroliera insieme a Biri.

## Biografia
Nata da padre piemontese, Giovanni Bartolomeo Borgogno, e da madre ligure, Elvira Di Leva, si trasferì con la famiglia all'età di tre anni a Buenos Aires. In Argentina frequentò la scuola di recitazione di Giulia Cassini Rizzotto e imparò a suonare il pianoforte dalle lezioni di Vincenzo Scaramuzza.
Nel 1928 scrisse la sua prima canzone, Recuerdo, dedicata ai genitori e pubblicata nello stesso anno; decise di adottare lo pseudonimo "Valdes" per simpatia verso la comunità valdese di Buenos Ayres che aveva frequentato, facendolo precedere dall'iniziale del suo cognome puntato e tornò in Italia nel 1932.
Notata dal maestro Nino Piccinelli firmò il contratto con La voce del padrone incidendo i primi dischi; il 10 giugno 1933 tenne il suo primo concerto in Italia.
Il suo repertorio comprendeva anche canzoni con atmosfere esotiche latinoamericane, alcune cantate in spagnolo; collaborò inoltre con molti autori di rivista.
In Italia si dedicò anche all'attività di scrittrice per l'infanzia.
Scrisse anche canzoni per altri artisti, come Quando vo' dalla ragazza incisa da Aldo Donà o Noche Sin Estrellas, scritta insieme a Juan Pecci e incisa da Eduardo Bianco nel 1939. e da Michele Ortuso con la sua orchestra Rio Rita nel 1947
Nel dopoguerra fu spesso ospite di programmi radiofonici della Rai; discograficamente passa alla Fonit, con cui incide altri dischi cantando anche in francese e spagnolo accompagnata dal chitarrista Alberto Continisio, con cui solitamente si esibisce dal vivo.
Partecipò come autrice e compositrice al Festival di Sanremo 1951 con il brano La margherita, interpretato da Nilla Pizzi con il Duo Fasano, qualificandosi per la finale; nello stesso anno dopo il festival si trasferì in Venezuela, ritornando spesso in Italia per accudire l'anziana madre, e vi rimase fino al 1981, continuando l'attività artistica fino al ritorno definitivo in Italia, dove si esibì fino al 1986.
Nel 1968 incise due canzoni per bambini, Un giorno a Lilliput e Il sillabario a colori di Ninni, utilizzando il suo cognome in un album di esecutori vari pubblicato dalla CGD intitolato Canzoni e fiabe per i più piccini.

## Discografia parziale

### 78 giri
- 1933 - A nanna ci vo da sola/Michelino (La voce del padrone, GW 143)
- 1933 - Sevillanita/Piccola cosa (La voce del padrone, GW 275)
- 1933 - Qualche volta/Onda (La voce del padrone, HN 131)
- 1933 - Che tifo...Carlotta/Oggi è di moda la bolletta (La voce del padrone, HN 132)
- 1933 - Margarita/Se trovo un maritino (La voce del padrone, HN 133)
- 1933 - Piccola damina/Mammina non c'è più (La voce del padrone, HN 151)
- 1933 - Firenze dorme sotto le stelle/O Stenterello (La voce del padrone, HN 319; lato A con Gina Alulli Olivieri; lato B con Daniele Serra)
- 1934 - Don Pedro e donna Pepa/A nanna ci vo da sola (Columbia, DQ 1207)
- 1946 - Je Suis Seul Ce Soir/Symphonie (Fonit, 12379)
- 1946 - Ciu ciu/Cielito Lindo (Fonit, 12402)
- 1946 - Palabras de mujer/San Domingo (Fonit, 12403)